# Vogterholm
Vogterholm är en ö i Danmark. Den ligger nordväst om Strynø i Region Syddanmark, i den södra delen av landet, 150 km sydväst om Köpenhamn. Ön ingår i naturreservatet Sydfynske Øhav Vildtreservat.